# 埃德温·萨尔皮特
埃德温·欧内斯特·萨尔皮特，ForMemRS（1924年12月3日—2008年11月26日），奥地利–澳大利亚–美国天体物理学家。

## 奖项和荣誉
- 卡内基科学研究所天体物理学研究奖 (1959)
- 英国皇家天文学会金质奖章 (1973年)
- 亨利·诺里斯·罗素讲座 (1974年)
- J·罗伯特·奥本海默纪念奖 (1974年)[5][6]
- 卡尔·史瓦西奖章 (1985年)
- 布鲁斯奖章 (1987年)
- 狄拉克奖章 (1996年)
- 克拉福德奖 (1997年)
- 汉斯·A·贝特奖 (1999年)